# Lý Cách Phi
Lý Cách Phi (tiếng Trung: 李格非; 1045 – 1105/1106), tự Văn Thúc (文叔), là nhà văn, nhà thơ Bắc Tống.

## Cuộc đời
Lý Cách Phi quê ở Lịch Hạ, Tế Nam, từ nhỏ thông minh, chuyên về Kinh học. Năm 1076, đỗ tiến sĩ, nhân chức Ký Châu tự hộ tham quân, học quan.
Nhờ tài năng văn học, Lý Cách Phi gặp gỡ Tô Thức, cùng Liêu Chính Nhất, Lý Hi, Đổng Vinh được gọi là "Tô môn Hậu tứ đại học sĩ".
Năm 1095, giữ chức Hiệu thư lang, sau làm Lễ bộ viên ngoại lang. Năm 1102, bị khép vào Nguyên Hựu đảng mà bãi quan. Năm 1106, ốm chết.

## Gia đình
Lý Cách Phi là con rể tể tướng Vương Khuê, có hai con, một gái một trai là Lý Thanh Chiếu và Lý Hàng.

## Tác phẩm
Lý Cách Phi sáng tác nhiều thơ, từ. Tác phẩm nổi tiếng nhất là Lạc Dương danh viên ký.